# Wskaźnik uwapnienia tętnic wieńcowych
Wskaźnik uwapnienia tętnic wieńcowych (ang. calcium score, CS)  – wskaźnik uzyskiwany w wyniku tomografii komputerowej wiązki elektronowej (EBCT) lub wielorzędowej tomografii komputerowej (MSCT), umożliwiający określenie zagrożenia rozwojem choroby wieńcowej, nawet u osób bez objawów klinicznych. CS umożliwia rozpoznanie powyższego zagrożenia z dużą czułością i swoistością. Według danych wskaźniki te wynoszą odpowiednio 85% i 75%, według innych danych 85,7% i 85,3%.
Jako metoda zalecana przez American Heart Association pojawiła się po raz pierwszy w 1996, dotyczyła ona jednak metody tomografii komputerowej wiązki elektronowej. Ograniczona dostępność do tej metody, wskutek niewielkiej liczby tomografów, znacznie utrudniała powszechność jej stosowania. Dopiero później dopuszczono do diagnostyki zwapnień tętnic wieńcowych powszechnie dostępną wielorzędową tomografię komputerową.

## Podstawy teoretyczne
Miażdżyca tętnic jest postępującym procesem zapalno-zwyrodnieniowym tętnic, w którym dochodzi do tworzenia blaszki miażdżycowej, która w ostatnim okresie swojego rozwoju, ulega procesowi kalcyfikacji (uwapnienia), wskutek odkładania się w blaszce hydroksyapatytu. Główny składnik hydroksyapatytu - wapń, mając dużą liczbę atomową pochłania promienie X. Wskutek tego uwapnione obszary mają w badaniu TK kolor biały, w odróżnieniu od otaczających tkanek miękkich, które prezentują się jako różne odcienie skali szarości po czerń. Taki obraz widoczny jest już bez zastosowania kontrastu. Aktualnie, według AHA, za uwapnione blaszki miażdżycowe traktuje się obszary o powierzchni co najmniej trzech sąsiadujących pikseli, jednakże nie mniej niż 1 mm2 i gęstości wyrażonej w jednostkach Hounsfielda (j.H.) powyżej 130. Na tej podstawie zaproponowano trzy skale, służące do określenia CS:
- skala Agatstona – opiera się na obliczeniu powierzchni wszystkich pikseli o gęstości powyżej 130 j.H.; ocenie poddaje się kolejno wszystkie tętnice, a otrzymane wyniki sumuje się;
- wskaźnik objętości (ang. volume score, VS) – jest metodą oparta na obliczeniu objętości wszystkich wokseli powyżej danej gęstości;
- wskaźnik masy (ang. mass score, MS) – obecnie traktowana jako metoda teoretyczna, gdyż nie ma wystarczających badań pozwalających na określenie korelacji wyników otrzymanych tą metodą z faktycznym stanem naczyń wieńcowych badanego.

## Wymagania techniczne
Sposób oceny wskaźnika uwapnienia wymaga, aby aparaty używane do badań miały odpowiednią rozdzielczość oraz jakość. Według AHA Writing Group mogą być używane:
- aparaty umożliwiające wykonanie badania w technice MBCT lub co najmniej 4-rzędowej MSCT;
- muszą umożliwiać bramkowanie EKG oraz w fazie wczesnoskurczowej ewolucji serca;
- czas obrotu lampy nie może przekraczać 500 ms;
- grubość warstwy rekonstrukcyjnej musi się mieścić w granicach 2,5 do 3,0 mm.

## Ograniczenia metody
Chory, u którego wykonuje się badanie, powinien mieć regularną (miarową) akcję serca w zakresie 60-70 uderzeń na minutę.

## Przydatność kliniczna oraz interpretacja wyników
Metoda pomiaru CS ma podobną czułość i swoistość jak inne metody wykorzystywane w diagnostyce choroby niedokrwiennej serca. (takie jak test wysiłkowy, czy stress-ECHO). Jednakże w odróżnieniu od  innych metod, na jej wyniki nie mają wpływu takie ograniczenia, jak niezdolność do wykonania przez badanego wysiłku, stosowane przez niego leki, nieprawidłowości w EKG uniemożliwiające interpretację badania, czy zaburzenia kurczliwości mięśnia sercowego. W 2006 po raz pierwszy American Heart Association podała sposoby interpretacji wskaźnika uwapnienia tętnic wieńcowych:
- wynik ujemny (CS=0) świadczy o:
  - wyjątkowo małym prawdopodobieństwie obecności blaszek miażdżycowych, w tym blaszek niestabilnych;
  - wyjątkowo małym prawdopodobieństwie zwężenia światła naczynia wieńcowego;
  - wyjątkowo małym prawdopodobieństwie zdarzenia wieńcowego (0,1% rocznie) w okresie najbliższych 5 lat;
- wynik dodatni (CS>0) potwierdza obecność blaszek miażdżycowych w naczyniach wieńcowych:
- im większa wartość CS, tym większe nasilenie miażdżycy;
- wartość CS koreluje z łączną ilością blaszek miażdżycowych, ale nasilenie miażdżycy jest niedoszacowane;
- wysoka wartość CS (>100 w skali Agatstona) odpowiada wysokiemu ryzyku zdarzenia wieńcowego (2% rocznie w przeciągu najbliższych 5 lat);
- decyzje dotyczące dalszej diagnostyki (test wysiłkowy, koronarografia) nie mogą być podejmowane jedynie na podstawie wyniku CS, z uwagi na słabą korelację ze stopniem zwężenia naczynia wieńcowego u danego pacjenta, lecz powinny opierać się na ocenie dotychczasowego przebiegu choroby i innych konwencjonalnych kryteriach klinicznych.

Aktualny stan wiedzy pozwala na stwierdzenie, że metoda CS jest przydatna w wykrywaniu osób bez objawów klinicznych choroby wieńcowej, lecz o wysokim ryzyku przyszłych zdarzeń wieńcowych i wdrożeniu u tej grupy chorych odpowiednich działań profilaktycznych. Metoda charakteryzuje się dużą wartością predykcyjną wyniku ujemnego (bliska 100%), pozwalającą uznać CS za metodę umożliwiającą wykluczenie choroby wieńcowej.
Według polskich ekspertów, CS=0, u pacjentów bez objawów choroby niedokrwiennej serca wskazuje na małe ryzyko wystąpienia incydentów sercowo-naczyniowych. U osób z objawami sugerującymi chorobę wieńcową CS=0 pozwala z dużym prawdopodobieństwem wykluczyć obecność istotnych zwężeń tętnic wieńcowych.

## Wskazania do wykonania CS
Według Society of Atherosclerosis Imaging do wykonania CS kwalifikują się:
- I klasa wskazań
  - osoby poniżej 65 roku życia z nietypowymi objawami klinicznymi, u których do tej pory nie rozpoznano choroby wieńcowej
  - osoby poniżej 65 roku życia z niejednoznacznym wynikiem testu wysiłkowego;
  - badanie ze wskazań nagłych u mężczyzn poniżej 50 roku życia i kobiet poniżej 60 roku życia z bólami zamostkowymi i prawidłowym lub niediagnostycznym zapisem EKG
- II klasa wskazań
  - badania przesiewowe osób ze średnim ryzykiem wieńcowym
  - badania wspomagające w kwalifikacji do rozpoczęcia lub modyfikacji leczenia zaburzeń lipidowych u osób bez rozpoznania choroby wieńcowej